# Оракъл (корпорация)
Oracle Corporation е транснационална корпорация за компютърни технологии в САЩ.
Създадена е в гр. Санта Клара, щата Калифорния на 16 юни 1977 г. Централният офис на компанията е разположен на Oracle Parkway 500, Redwood Shores в гр. Редуд Сити, Калифорния, САЩ. В Oracle Corporation работят около 108 000 души от цял свят.
Специализирана е в разработването и продажбата на компютърни хардуерни системи и системи за управление на бази от данни. Компанията разработва също и инструменти за разработване на бази данни, софтуер за планиране на ресурсите на предприятието (enterprise resource planning, ERP), софтуер за управление на взаимоотношенията с клиенти (CRM) и софтуер за управление на верига за доставки (supply chain management, SCM).
В България работи представителство на компанията като Oracle България.